# ویلیام پارکس (ملوان)
ویلیام پارکس (انگلیسی: William Parks; ۱ ژانویهٔ ۱۹۲۱ – ۱ ژانویهٔ ۲۰۰۸) قایقران قایق بادبانی اهل ایالات متحده آمریکا بود.